# سوجور (رود)
سوجور (به ارمنی: Սևջուր) رودی است در کشور ارمنستان که در استان آرماویر و استان آرارات جریان دارد که از دریاچه متسامور سرچشمه می‌گیرد و به رود ارس می‌ریزد. طول آن ۴۰ کیلومتر (۲۵ مایل) و مساحت حوضه آبخیز (دبی) آن ۱٬۶۱۰ کیلومتر مربع می‌باشد.

## نگارخانه

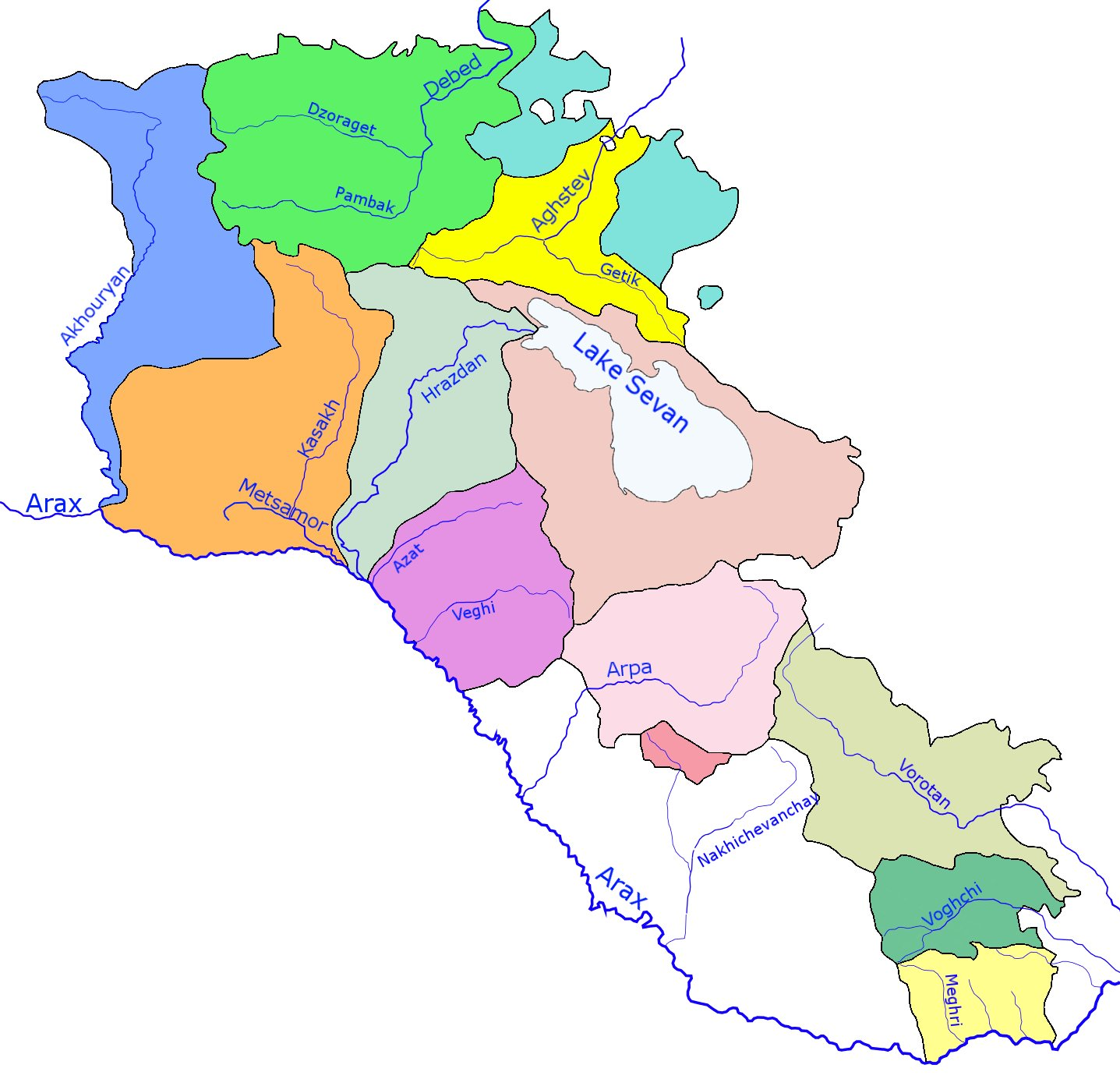